# Ratchis longobárd király
Ratchis, más írásmóddal Raditschs, Radics, Radiks (? – 757 után) longobárd király 744-től 749-ig, illetve 756-tól 757-ig.

## Élete
Pemmo friuli-i herceg (ur.: 706–739) fiaként született. Édesapja halálától, 739-től 744-ig maga is a tartomány hercege volt.
Hildeprand elűzése után választották királlyá. Az új király húsz évre békét kötött a pápával. Azután a bizánciak ellen fordult és Perugiát ostrom alá vette. Azonban Zakariás pápa megjelent táborában és rábírta szándéka megváltoztatására. A longobárdok ekkor elfordultak tőle, lemondásra bírták és Rachis barátcsuhát öltvén magára, családjával együtt Monte Cassino apátságába vonult.
Fivére, Aistulf halála után, 756-ban megpróbálta újra kezébe kaparintani a longobárdok fölötti uralmat, de Desideriustól hamarosan vereséget  szenvedett. Ratchis ezek után egy kolostorba vonult vissza.

## Gyermekei
Ratchis felesége, Tasia több gyermeket szült férjének, ám ezek közül csak egynek a neve maradt fenn:
- Rotruda[4]

## Eredeti források
- Pauli Historia Langobardorum
- Origo Gentis Langobardorum
- Liber Pontificalis
- Cronica de Monasterio Sanctissimi Benedicti
- Benedicti Chronicon